# 女婆山
女婆山（英語：Nui Po Shan），土名雷婆山，相傳因沙田一帶的雷電多起於此山而得名，是香港一座山峰，位於新界沙田區東部，大水坑之南面、石門之東面，海拔399米。
女婆山山腳曾設有石礦場，礦場於1995年停產後，現改闢作環境保護署之沙田廢物轉運站，以及在建的骨灰安置所（原建造業議會訓練場），從遠處觀望仍隱約可見舊日開採痕跡。
香港政府正研究把沙田污水處理廠遷入女婆山的岩洞內，從而釋放出28公頃土地發展住宅。